# 台湾の山一覧
台湾の山一覧（たいわんのやまいちらん）

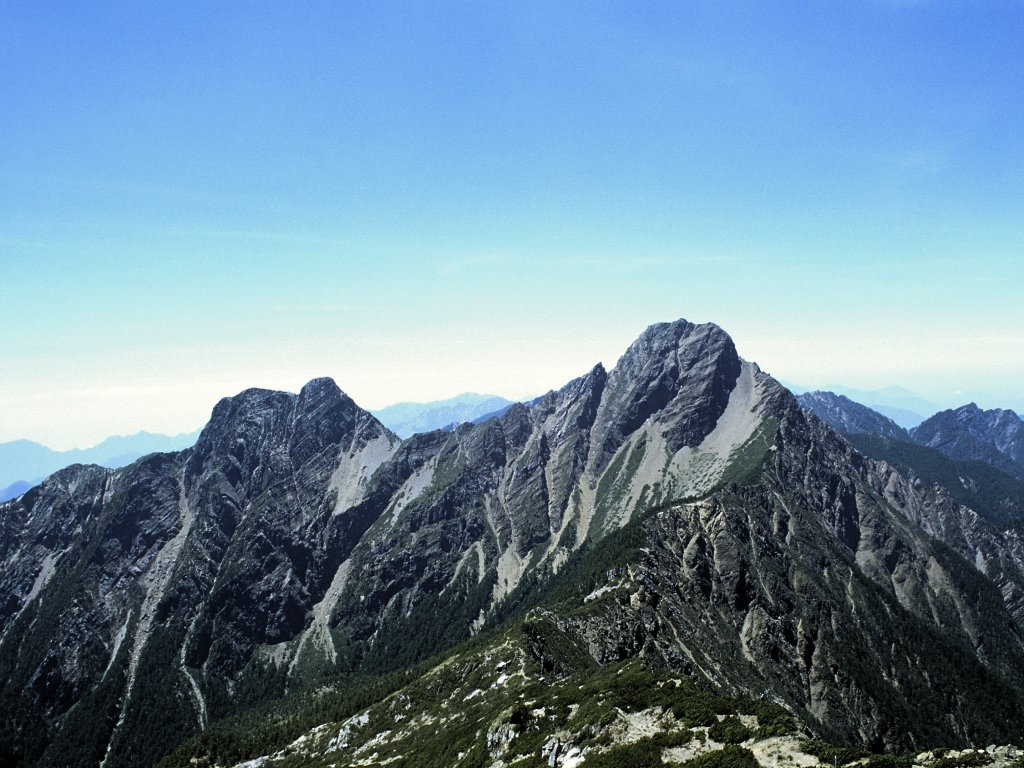
台湾で最も高い山は玉山。

台湾は複数の山で出来ている島であり、面積は約36,000平方キロメートル、山頂は約3,000メートル (9,800 ft) あり、世界の中で山の密度が最も高い島の1つである。台湾最高峰の玉山は3,952メートル (13,000 ft) ある。 
台湾で登山が盛んになったのは日本統治時代である。日本の登山家数名が、人々の登山活動の頻度が増加し環境面の対応をした。1971年に、台湾の山を記した「台湾百山」表が作成された。 3,000メートルを超える登山峰が269ある。20世紀後半以来、登山は台湾人にとって最も一般的な野外活動の1つとなった。

## 台湾各都市県での最高峰
| 県市   | 山         |
| ------ | ---------- |
| 基隆市 | 五分山西峰 |
| 台北市 | 七星山     |
| 新北市 | 塔曼山     |
| 桃園市 | 雪白山     |
| 新竹県 | 品田山     |
| 新竹市 | 五歩哭山   |
| 苗栗県 | 雪山       |
| 台中市 | 雪山       |
| 彰化県 | 横山       |
| 雲林県 | 嘉南雲峰   |

## 参照
1. ↑  “中華民國山岳協會－台灣高山明細表”. 2011年10月8日時点のオリジナルよりアーカイブ。2009年9月1日閲覧。